# ハイメ・ガビラン
ハイメ・ガビラン・マルティネス（Jaime Gavilán Martínez、 1985年5月12日 - ）は、スペイン・バレンシア出身の元サッカー選手。ポジションはMF。
Kリーグ時代の登録名はガビラン（ハングル: 가빌란）。

## 経歴

### クラブ

#### バレンシアCF
地元のCSベニマクレトの下部組織に所属していたが、1995年、10歳の時にバレンシアCFの下部組織に入団し、1997年にインファンティルA、1998年にカデッテA、1999年にフベニールB、2000年にフベニールA、2001年にバレンシアCF・メスタージャと昇格していった。17歳11ヶ月だった2003年4月19日、レアル・バリャドリード戦(0-1)でトップチームデビューして12分間プレーした。その後2年ほどはセグンダ・ディビシオンB（3部）のバレンシアCF・メスタージャでプレーした。2004-05シーズンはセグンダ・ディビシオン（2部）のCDテネリフェに、2005-06シーズンはプリメーラ・ディビシオン（1部）のヘタフェCFにレンタル移籍し、2005-06シーズンはリーグ4位のアシストを記録して旋風を起こした。2006年夏にも他クラブへのヘタフェCFへのレンタル移籍を打診されたが、これを頑なに拒否してバレンシアCFに復帰すると、左サイドのポジションをビセンテ・ロドリゲスと争った。2006年10月28日のラシン・サンタンデール戦で右膝前十字靭帯を断裂し、6ヶ月もの間戦線離脱した。2007-08シーズンは背番号を11に変更してシーズンに臨んだが、2007年11月にロナルド・クーマン監督が就任すると、ガビランは余剰戦力とみなされ、2008年1月から再びヘタフェCFにレンタル移籍した。2007-08シーズン後半戦は継続して試合に出場し、2008年3月16日のラシン・サンタンデール戦(2-1)で得点した。同シーズンのUEFAカップでは準々決勝に進出し、ガビランは出場した3試合すべてに先発した。2008年2月のUEFAカップ・AEKアテネFC戦で相手選手と競り合った際に顔から地面に落ち、意識を失うという出来事があった。

#### ヘタフェCF
2008年7月15日、ヘタフェCFに完全移籍して4年契約を結んだ。2008-09シーズンはほぼ全試合に出場し、2009年4月12日のセビージャFC戦(1-0)では決勝点を決めた。2009-10シーズンはリーグ戦27試合に出場して無得点に終わったが、UEFAカップ出場権を獲得した。2011年3月6日、スポルティング・ヒホン戦(0-2)の前半終了間際に左膝前十字靭帯を負傷し、2010-11シーズンの残りを棒に振った。

#### その後
2014年6月、レバンテUDと1年契約を結んだ。
2015年6月、FCプラタニアスからアトレティコ・デ・コルカタに加入した。
2016年1月、スペイン国外で3クラブ目となる水原FCに加入した。
2017年8月、チェンナイインFCに移籍した。

### 代表
2000年にU-16スペイン代表に招集されて以来、U-21年代までのすべての世代別スペイン代表に選出された。2001年にはUEFA U-16欧州選手権で優勝し、2002年にはFIFA U-17ワールドカップに出場した。2003年には背番号11を身に着けてFIFA U-20ワールドカップに出場し、全8試合に出場して準優勝に貢献した。2004年にはダビド・シルバ、ラウル・アルビオル、ロベルト・ソルダードなどとともにUEFA U-19欧州選手権に出場し、2得点を挙げて優勝に貢献した。2005年には再び背番号11を背負ってFIFA U-20ワールドカップに出場した。2006年と2007年にはUEFA U-21欧州選手権予選に出場したが、2大会連続で予選敗退に終わった。ヘタフェCFにレンタル移籍していた2006年にはスペインA代表に初選出されたが、試合には出場せず、2006 FIFAワールドカップのメンバーからも外れた。

## タイトル

### クラブ
- バレンシアCF

コパ・デル・レイ 優勝 : 2007-2008

### 代表
- U-16スペイン代表

UEFA U-16欧州選手権 優勝 : 2001
- U-19スペイン代表

UEFA U-19欧州選手権 優勝 : 2004
- U-20スペイン代表

FIFA U-20ワールドカップ 準優勝 : 2003